# Liste der Intel-Core-Prozessoren
Die Mikroprozessoren des US-amerikanischen Chipherstellers Intel auf Basis der Core-Architektur für Desktop-PCs werden unter den Markennamen Celeron, Celeron Dual-Core, Pentium Dual-Core und Core 2 verkauft, wobei die Namen Celeron und Pentium weiterhin auch für schwächere Prozessoren modernerer Generationen dient, wie beispielsweise Sandy Bridge. Sie stellen die Nachfolge der NetBurst-basierten Prozessoren dar. Es gibt Varianten mit einem, zwei und vier Kernen, welche auf jeweils zwei verschiedenen Dies in 65- und 45-nm-Technologie basieren.

## Desktop

### Einkernprozessoren

#### Celeron
| Modell      | Prozessorkern (Mikroarchitektur) | Revi- sion | Prozessor- takt | L2- Cache | FSB     | Multi | Vcore        | TDP  | Sockel | Einführungs- datum | sSpec- Nummer |
| ----------- | -------------------------------- | ---------- | --------------- | --------- | ------- | ----- | ------------ | ---- | ------ | ------------------ | ------------- |
| Celeron 420 | Conroe-L (Core)                  | A1         | 1600 MHz        | 0,5 MB    | 200 MHz | 08×   | 1,0–1,3375 V | 35 W | 775    | 1. Juni 2007       | SL9XP         |
| Celeron 430 | Conroe-L (Core)                  | A1         | 1800 MHz        | 0,5 MB    | 200 MHz | 09×   | 1,0–1,3375 V | 35 W | 775    | 1. Juni 2007       | SL9XN         |
| Celeron 440 | Conroe-L (Core)                  | A1         | 2000 MHz        | 0,5 MB    | 200 MHz | 10×   | 1,0–1,3375 V | 35 W | 775    | 1. Juni 2007       | SL9XL         |
| Celeron 450 | Conroe-L (Core)                  | A1         | 2200 MHz        | 0,5 MB    | 200 MHz | 11×   | 1,0–1,3375 V | 35 W | 775    | 1. September 2008  | SLAFZ         |

### Zweikernprozessoren

#### Celeron Dual-Core
| Modell                  | Prozessorkern (Mikroarchitektur) | Revi- sion | Prozessor- takt | L2- Cache | FSB     | Multi | Vcore         | TDP  | Sockel | Einführungs- datum | sSpec- Nummer |
| ----------------------- | -------------------------------- | ---------- | --------------- | --------- | ------- | ----- | ------------- | ---- | ------ | ------------------ | ------------- |
| Celeron Dual-Core E1200 | Allendale (Core)                 | M0         | 1600 MHz        | 0,5 MB    | 200 MHz | 08×   | 0,85–1,5 V    | 65 W | 775    | 7. Januar 2008     | SL9TA         |
| Celeron Dual-Core E1400 | Allendale (Core)                 | M0         | 2000 MHz        | 0,5 MB    | 200 MHz | 10×   | 0,85–1,5 V    | 65 W | 775    | 20. April 2008     | SLAR2         |
| Celeron Dual-Core E1500 | Allendale (Core)                 | M0         | 2200 MHz        | 0,5 MB    | 200 MHz | 11×   | 0,85–1,5 V    | 65 W | 775    | 30. November 2008  | SLAQZ         |
| Celeron Dual-Core E1600 | Allendale (Core)                 | M0         | 2400 MHz        | 0,5 MB    | 200 MHz | 12×   | 0,85–1,5 V    | 65 W | 775    | 31. Mai 2009       | SLAQY         |
| Celeron E3200           | Wolfdale-3M (Penryn)             | R0         | 2400 MHz        | 1 MB      | 200 MHz | 12×   | 0,85–1,3625 V | 65 W | 775    | 30. August 2009    | SLGU5         |
| Celeron E3300           | Wolfdale-3M (Penryn)             | R0         | 2500 MHz        | 1 MB      | 200 MHz | 12,5× | 0,85–1,3625 V | 65 W | 775    | 30. August 2009    | SLGU4         |
| Celeron E3400           | Wolfdale-3M (Penryn)             | R0         | 2600 MHz        | 1 MB      | 200 MHz | 13×   | 0,85–1,3625 V | 65 W | 775    | 18. Januar 2010    | SLGTZ         |

#### Pentium Dual-Core
| Modell                   | Prozessorkern (Mikroarchitektur) | Revi- sion | Prozessor- takt | L2- Cache | FSB     | Multi | Vcore           | TDP  | Sockel | Einführungs- datum | sSpec- Nummer     |
| ------------------------ | -------------------------------- | ---------- | --------------- | --------- | ------- | ----- | --------------- | ---- | ------ | ------------------ | ----------------- |
| Pentium Dual-Core E2140  | Conroe (Core)                    | G0         | 1600 MHz        | 1 MB      | 200 MHz | 08×   | 0,85–1,5 V      | 65 W | 775    | 2. Quartal 2007    | SLALS             |
| Pentium Dual-Core E2140  | Allendale (Core)                 | L2         | 1600 MHz        | 1 MB      | 200 MHz | 08×   | 0,85–1,5 V      | 65 W | 775    | 3. Juni 2007       | SLA3J             |
| Pentium Dual-Core E2140  | Allendale (Core)                 | M0         | 1600 MHz        | 1 MB      | 200 MHz | 08×   | 0,85–1,5 V      | 65 W | 775    | 23. Juli 2007      | SLA93             |
| Pentium Dual-Core E2160  | Conroe (Core)                    | G0         | 1800 MHz        | 1 MB      | 200 MHz | 09×   | 0,85–1,5 V      | 65 W | 775    | 2. Quartal 2007    | SLA9Z             |
| Pentium Dual-Core E2160  | Allendale (Core)                 | L2         | 1800 MHz        | 1 MB      | 200 MHz | 09×   | 0,85–1,5 V      | 65 W | 775    | 3. Juni 2007       | SLA3H             |
| Pentium Dual-Core E2160  | Allendale (Core)                 | M0         | 1800 MHz        | 1 MB      | 200 MHz | 09×   | 0,85–1,5 V      | 65 W | 775    | 23. Juli 2007      | SLA8Z             |
| Pentium Dual-Core E2180  | Allendale (Core)                 | M0         | 2000 MHz        | 1 MB      | 200 MHz | 10×   | 0,85–1,5 V      | 65 W | 775    | 26. August 2007    | SLA8Y             |
| Pentium Dual-Core E2200  | Allendale (Core)                 | M0         | 2200 MHz        | 1 MB      | 200 MHz | 11×   | 1,162–1,312 V   | 65 W | 775    | 2. Dezember 2007   | SLA8X             |
| Pentium Dual-Core E2210  | Wolfdale-3M (Penryn)             | M0         | 2200 MHz        | 1 MB      | 200 MHz | 11×   | 0,85 V–1,3625 V | 65 W | 775    | 2. Quartal 2009    | SLB7N             |
| Pentium Dual-Core E2210  | Wolfdale-3M (Penryn)             | R0         | 2200 MHz        | 1 MB      | 200 MHz | 11×   | 0,85 V–1,3625 V | 65 W | 775    | 2. Quartal 2009    | SLB9R             |
| Pentium Dual-Core E2220  | Allendale (Core)                 | M0         | 2400 MHz        | 1 MB      | 200 MHz | 12×   | 0,85–1,5 V      | 65 W | 775    | 2. März 2008       | SLA8W             |
| Pentium Dual-Core E5200  | Wolfdale-3M (Penryn)             | M0         | 2500 MHz        | 2 MB      | 200 MHz | 12,5× | 0,85–1,3625 V   | 65 W | 775    | 1. September 2008  | SLAY7             |
| Pentium Dual-Core E5200  | Wolfdale-3M (Penryn)             | R0         | 2500 MHz        | 2 MB      | 200 MHz | 12,5× | 0,85–1,3625 V   | 65 W | 775    | 1. September 2008  | SLB9T             |
| Pentium Dual-Core E5300  | Wolfdale-3M (Penryn)             | R0         | 2600 MHz        | 2 MB      | 200 MHz | 13×   | 0,85–1,3625 V   | 65 W | 775    | 30. November 2008  | SLGQ6 SLGTL SLB9U |
| Pentium Dual-Core E5400  | Wolfdale-3M (Penryn)             | R0         | 2700 MHz        | 2 MB      | 200 MHz | 13,5× | 0,85–1,3625 V   | 65 W | 775    | 18. Januar 2009    | SLB9V SLGTK       |
| Pentium Dual-Core E5500  | Wolfdale-3M (Penryn)             | R0         | 2800 MHz        | 2 MB      | 200 MHz | 14×   | 0,85–1,3625 V   | 65 W | 775    | 19. April 2010     | SLGTJ             |
| Pentium Dual-Core E5700  | Wolfdale-3M (Penryn)             | R0         | 3000 MHz        | 2 MB      | 200 MHz | 15×   | 0,85–1,3625 V   | 65 W | 775    | 29. August 2010    | SLGTH             |
| Pentium Dual-Core E5800  | Wolfdale-3M (Penryn)             | R0         | 3200 MHz        | 2 MB      | 200 MHz | 16×   | 0,85–1,3625 V   | 65 W | 775    | 28. November 2010  | SLGTG             |
| Pentium Dual-Core E6300  | Wolfdale-3M (Penryn)             | R0         | 2800 MHz        | 2 MB      | 266 MHz | 10,5× | 0,85–1,3625 V   | 65 W | 775    | 10. Mai 2009       | SLGU9             |
| Pentium Dual-Core E6500  | Wolfdale-3M (Penryn)             | R0         | 2933 MHz        | 2 MB      | 266 MHz | 11×   | 0,85–1,3625 V   | 65 W | 775    | 9. August 2009     | SLGUH             |
| Pentium Dual-Core E6500K | Wolfdale-3M (Penryn)             | R0         | 2933 MHz        | 2 MB      | 266 MHz | 11×   | 0,85–1,3625 V   | 65 W | 775    | 9. August 2009     | SLGYP             |
| Pentium Dual-Core E6600  | Wolfdale-3M (Penryn)             | R0         | 3066 MHz        | 2 MB      | 266 MHz | 11,5× | 0,85–1,3625 V   | 65 W | 775    | 18. Januar 2010    | SLGUG             |
| Pentium Dual-Core E6700  | Wolfdale-3M (Penryn)             | R0         | 3200 MHz        | 2 MB      | 266 MHz | 12×   | 0,85–1,3625 V   | 65 W | 775    | 28. Mai 2010       | SLGUF             |
| Pentium Dual-Core E6800  | Wolfdale-3M (Penryn)             | R0         | 3333 MHz        | 2 MB      | 266 MHz | 12,5× | 0,85–1,3625 V   | 65 W | 775    | 29. August 2010    | SLGUE             |

#### Core 2 Duo
| Modell           | Prozessorkern (Mikroarchitektur) | Revi- sion | Prozessor- takt | L2- Cache | FSB     | Multi | Vcore         | TDP  | Sockel | Einführungs- datum | sSpec- Nummer |
| ---------------- | -------------------------------- | ---------- | --------------- | --------- | ------- | ----- | ------------- | ---- | ------ | ------------------ | ------------- |
| Core 2 Duo E4300 | Allendale (Core)                 | L2         | 1800 MHz        | 2 MB      | 200 MHz | 09×   | 0,85–1,5 V    | 65 W | 775    | 21. Januar 2007    | SL9TB         |
| Core 2 Duo E4400 | Allendale (Core)                 | L2         | 2000 MHz        | 2 MB      | 200 MHz | 10×   | 0,85–1,5 V    | 65 W | 775    | 22. April 2007     | SLA3F         |
| Core 2 Duo E4400 | Allendale (Core)                 | M0         | 2000 MHz        | 2 MB      | 200 MHz | 10×   | 0,85–1,5 V    | 65 W | 775    | 23. Juli 2007      | SLA98         |
| Core 2 Duo E4500 | Allendale (Core)                 | M0         | 2200 MHz        | 2 MB      | 200 MHz | 11×   | 0,85–1,5 V    | 65 W | 775    | 23. Juli 2007      | SLA95         |
| Core 2 Duo E4600 | Allendale (Core)                 | M0         | 2400 MHz        | 2 MB      | 200 MHz | 12×   | 1,162–1,312 V | 65 W | 775    | 21. Oktober 2007   | SLA94         |
| Core 2 Duo E4700 | Conroe (Core)                    | G0         | 2600 MHz        | 2 MB      | 200 MHz | 13×   | 1,162–1,312 V | 65 W | 775    | 2. März 2008       | SLALT         |
| Core 2 Duo E6300 | Conroe (Core)                    | B2         | 1866 MHz        | 2 MB      | 266 MHz | 07×   | 0,85–1,5 V    | 65 W | 775    | 27. Juli 2006      | SL9SA SLA5E   |
| Core 2 Duo E6300 | Allendale (Core)                 | L2         | 1866 MHz        | 2 MB      | 266 MHz | 07×   | 0,85–1,5 V    | 65 W | 775    | 22. Januar 2007    | SL9TA         |
| Core 2 Duo E6320 | Conroe (Core)                    | B2         | 1866 MHz        | 4 MB      | 266 MHz | 07×   | 0,85–1,5 V    | 65 W | 775    | 22. April 2007     | SLA4U         |
| Core 2 Duo E6400 | Conroe (Core)                    | B2         | 2133 MHz        | 2 MB      | 266 MHz | 08×   | 0,85–1,5 V    | 65 W | 775    | 27. Juli 2006      | SL9S9         |
| Core 2 Duo E6400 | Allendale (Core)                 | L2         | 2133 MHz        | 2 MB      | 266 MHz | 08×   | 0,85–1,5 V    | 65 W | 775    | 22. Januar 2007    | SL9T9         |
| Core 2 Duo E6420 | Conroe (Core)                    | B2         | 2133 MHz        | 4 MB      | 266 MHz | 08×   | 0,85–1,5 V    | 65 W | 775    | 22. April 2007     | SLA4T         |
| Core 2 Duo E6540 | Conroe (Core)                    | G0         | 2333 MHz        | 4 MB      | 333 MHz | 07×   | 0,85–1,5 V    | 65 W | 775    | 23. Juli 2007      | SLAA5         |
| Core 2 Duo E6550 | Conroe (Core)                    | G0         | 2333 MHz        | 4 MB      | 333 MHz | 07×   | 0,85–1,5 V    | 65 W | 775    | 23. Juli 2007      | SLA9X         |
| Core 2 Duo E6600 | Conroe (Core)                    | B2         | 2400 MHz        | 4 MB      | 266 MHz | 09×   | 0,85–1,5 V    | 65 W | 775    | 27. Juli 2006      | SL9S8 SL9ZL   |
| Core 2 Duo E6700 | Conroe (Core)                    | B2         | 2666 MHz        | 4 MB      | 266 MHz | 10×   | 0,85–1,5 V    | 65 W | 775    | 27. Juli 2006      | SL9ZF SL9S7   |
| Core 2 Duo E6750 | Conroe (Core)                    | G0         | 2666 MHz        | 4 MB      | 333 MHz | 08×   | 0,85–1,5 V    | 65 W | 775    | 23. Juli 2007      | SLA9V         |
| Core 2 Duo E6850 | Conroe (Core)                    | G0         | 3000 MHz        | 4 MB      | 333 MHz | 09×   | 0,85–1,5 V    | 65 W | 775    | 23. Juli 2007      | SLA9U         |
| Core 2 Duo E7200 | Wolfdale-3M (Penryn)             | M0         | 2533 MHz        | 3 MB      | 266 MHz | 09,5× | 0,85–1,3625 V | 65 W | 775    | 20. April 2008     | SLAVN SLAPC   |
| Core 2 Duo E7300 | Wolfdale-3M (Penryn)             | M0         | 2666 MHz        | 3 MB      | 266 MHz | 10×   | 0,85–1,3625 V | 65 W | 775    | 10. August 2008    | SLAPB SLB9X   |
| Core 2 Duo E7400 | Wolfdale-3M (Penryn)             | R0         | 2800 MHz        | 3 MB      | 266 MHz | 10,5× | 0,85–1,3625 V | 65 W | 775    | 20. Oktober 2008   | SLB9Y         |
| Core 2 Duo E7500 | Wolfdale-3M (Penryn)             | R0         | 2933 MHz        | 3 MB      | 266 MHz | 11×   | 0,85–1,3625 V | 65 W | 775    | 18. Januar 2009    | SLB9Z         |
| Core 2 Duo E7600 | Wolfdale-3M (Penryn)             | R0         | 3066 MHz        | 3 MB      | 266 MHz | 11,5× | 0,85–1,3625 V | 65 W | 775    | 2. Juni 2009       | SLGTD         |
| Core 2 Duo E8190 | Wolfdale-6M (Penryn)             | C0         | 2666 MHz        | 6 MB      | 333 MHz | 08×   | 0,85–1,3625 V | 65 W | 775    | 7. Januar 2008     | SLAQR         |
| Core 2 Duo E8200 | Wolfdale-6M (Penryn)             | C0         | 2666 MHz        | 6 MB      | 333 MHz | 08×   | 0,85–1,3625 V | 65 W | 775    | 7. Januar 2008     | SLAPP         |
| Core 2 Duo E8300 | Wolfdale-6M (Penryn)             | C0         | 2833 MHz        | 6 MB      | 333 MHz | 08,5× | 0,85–1,3625 V | 65 W | 775    | 20. April 2008     | SLAPJ         |
| Core 2 Duo E8400 | Wolfdale-6M (Penryn)             | C0         | 3000 MHz        | 6 MB      | 333 MHz | 09×   | 0,85–1,3625 V | 65 W | 775    | 7. Januar 2008     | SLAPL         |
| Core 2 Duo E8400 | Wolfdale-6M (Penryn)             | E0         | 3000 MHz        | 6 MB      | 333 MHz | 09×   | 0,85–1,3625 V | 65 W | 775    | 10. August 2008    | SLB9J         |
| Core 2 Duo E8500 | Wolfdale-6M (Penryn)             | C0         | 3166 MHz        | 6 MB      | 333 MHz | 09,5× | 0,85–1,3625 V | 65 W | 775    | 7. Januar 2008     | SLAPK         |
| Core 2 Duo E8500 | Wolfdale-6M (Penryn)             | E0         | 3166 MHz        | 6 MB      | 333 MHz | 09,5× | 0,85–1,3625 V | 65 W | 775    | 10. August 2008    | SLB9K         |
| Core 2 Duo E8600 | Wolfdale-6M (Penryn)             | E0         | 3333 MHz        | 6 MB      | 333 MHz | 10×   | 0,85–1,3625 V | 65 W | 775    | 10. August 2008    | SLB9L         |
| Core 2 Duo E8700 | Wolfdale-6M (Penryn)             | R0         | 3500 MHz        | 6 MB      | 333 MHz | 10,5× | 0,85–1,3625 V | 65 W | 775    | 18. Januar 2009    | SLB9E         |

#### Core 2 Extreme
| Modell               | Prozessorkern (Mikroarchitektur) | Revi- sion | Prozessor- takt | L2- Cache | FSB     | Multi | Vcore      | TDP  | Sockel | Einführungs- datum | sSpec- Nummer |
| -------------------- | -------------------------------- | ---------- | --------------- | --------- | ------- | ----- | ---------- | ---- | ------ | ------------------ | ------------- |
| Core 2 Extreme X6800 | Conroe (Core)                    | B2         | 2933 MHz        | 4 MB      | 266 MHz | 11×   | 0,85–1,5 V | 75 W | 775    | 27. Juli 2006      | SL9S5         |

### Vierkernprozessoren

#### Core 2 Quad
| Modell             | Prozessorkern (Mikroarchitektur) | Revi- sion | Prozessor- takt | L2- Cache | FSB     | Multi | Vcore         | TDP   | Sockel | Einführungs- datum | sSpec- Nummer   |
| ------------------ | -------------------------------- | ---------- | --------------- | --------- | ------- | ----- | ------------- | ----- | ------ | ------------------ | --------------- |
| Core 2 Quad Q6400  | Kentsfield (Core)                | B1         | 2133 MHz        | 2 × 4 MB  | 266 MHz | 08×   | 0,85–1,5 V    | 105 W | 775    | 7. Januar 2007     | QMAU QUPW SL9UN |
| Core 2 Quad Q6400  | Kentsfield (Core)                | B3         | 2133 MHz        | 2 × 4 MB  | 266 MHz | 08×   | 0,85–1,5 V    | 105 W | 775    |                    | QQGZ            |
| Core 2 Quad Q6600  | Kentsfield (Core)                | B3         | 2400 MHz        | 2 × 4 MB  | 266 MHz | 09×   | 0,85–1,5 V    | 105 W | 775    | 7. Januar 2007     | SL9UM           |
| Core 2 Quad Q6600  | Kentsfield (Core)                | G0         | 2400 MHz        | 2 × 4 MB  | 266 MHz | 09×   | 0,85–1,5 V    | 95 W  | 775    | 23. Juli 2007      | SLACR           |
| Core 2 Quad Q6700  | Kentsfield (Core)                | G0         | 2666 MHz        | 2 × 4 MB  | 266 MHz | 10×   | 0,85–1,5 V    | 95 W  | 775    | 23. Juli 2007      | SLACQ           |
| Core 2 Quad Q8200  | Yorkfield-6M (Penryn)            | M1         | 2333 MHz        | 2 × 2 MB  | 333 MHz | 07×   | 0,85–1,3625 V | 95 W  | 775    | 1. September 2008  | SLB5M           |
| Core 2 Quad Q8200  | Yorkfield-6M (Penryn)            | R0         | 2333 MHz        | 2 × 2 MB  | 333 MHz | 07×   | 0,85–1,3625 V | 95 W  | 775    | 1. September 2008  | SLG9S           |
| Core 2 Quad Q8200s | Yorkfield-6M (Penryn)            | R0         | 2333 MHz        | 2 × 2 MB  | 333 MHz | 07×   | 0,85–1,3625 V | 65 W  | 775    | 18. Januar 2009    | SLG9T           |
| Core 2 Quad Q8300  | Yorkfield-6M (Penryn)            | R0         | 2500 MHz        | 2 × 2 MB  | 333 MHz | 07,5× | 0,85–1,3625 V | 95 W  | 775    | 30. November 2008  | SLB5W           |
| Core 2 Quad Q8400  | Yorkfield-6M (Penryn)            | R0         | 2666 MHz        | 2 × 2 MB  | 333 MHz | 08×   | 0,85–1,3625 V | 95 W  | 775    | 19. April 2009     | SLGT6           |
| Core 2 Quad Q8400s | Yorkfield-6M (Penryn)            | R0         | 2666 MHz        | 2 × 2 MB  | 333 MHz | 08×   | 0,85–1,3625 V | 65 W  | 775    | 19. April 2009     | SLGT7           |
| Core 2 Quad Q9300  | Yorkfield-6M (Penryn)            | M1         | 2500 MHz        | 2 × 3 MB  | 333 MHz | 07,5× | 0,85–1,3625 V | 95 W  | 775    | 7. Januar 2008     | SLAWE           |
| Core 2 Quad Q9400  | Yorkfield-6M (Penryn)            | R0         | 2666 MHz        | 2 × 3 MB  | 333 MHz | 08×   | 0,85–1,3625 V | 95 W  | 775    | 10. August 2008    | SLB6B           |
| Core 2 Quad Q9400s | Yorkfield-6M (Penryn)            | R0         | 2666 MHz        | 2 × 3 MB  | 333 MHz | 08×   | 0,85–1,3625 V | 65 W  | 775    | 18. Januar 2009    | SLG9U           |
| Core 2 Quad Q9450  | Yorkfield-12M (Penryn)           | C1         | 2666 MHz        | 2 × 6 MB  | 333 MHz | 08×   | 0,85–1,3625 V | 95 W  | 775    | 7. Januar 2008     | SLAWR           |
| Core 2 Quad Q9450S | Yorkfield-12M (Penryn)           | C1         | 2666 MHz        | 2 × 6 MB  | 333 MHz | 08×   | 0,85–1,3625 V | 65W   | 775    | N.N.               | SLAWY           |
| Core 2 Quad Q9500  | Yorkfield-6M (Penryn)            | R0         | 2833 MHz        | 2 × 3 MB  | 333 MHz | 08,5× | 0,85–1,3625 V | 95 W  | 775    | 18. Januar 2010    | SLGZ4           |
| Core 2 Quad Q9505  | Yorkfield-6M (Penryn)            | R0         | 2833 MHz        | 2 × 3 MB  | 333 MHz | 08,5× | 0,85–1,3625 V | 95 W  | 775    | 6. September 2009  | SLGYY           |
| Core 2 Quad Q9505s | Yorkfield-6M (Penryn)            | R0         | 2833 MHz        | 2 × 3 MB  | 333 MHz | 08,5× | 0,85–1,3625 V | 65 W  | 775    | 6. September 2009  | SLGYZ           |
| Core 2 Quad Q9550  | Yorkfield-12M (Penryn)           | C1         | 2833 MHz        | 2 × 6 MB  | 333 MHz | 08,5× | 0,85–1,3625 V | 95 W  | 775    | 7. Januar 2008     | SLAWQ           |
| Core 2 Quad Q9550  | Yorkfield-12M (Penryn)           | E0         | 2833 MHz        | 2 × 6 MB  | 333 MHz | 08,5× | 0,85–1,3625 V | 95 W  | 775    | 10. August 2008    | SLB8V           |
| Core 2 Quad Q9550s | Yorkfield-12M (Penryn)           | E0         | 2833 MHz        | 2 × 6 MB  | 333 MHz | 08,5× | 0,85–1,3625 V | 65 W  | 775    | 18. Januar 2009    | SLGAE           |
| Core 2 Quad Q9650  | Yorkfield-12M (Penryn)           | E0         | 3000 MHz        | 2 × 6 MB  | 333 MHz | 09×   | 0,85–1,3625 V | 95 W  | 775    | 10. August 2008    | SLB8W           |
| Core 2 Quad Q9700  | Yorkfield-6M (Penryn)            | R0         | 3167 MHz        | 2 × 3 MB  | 333 MHz | 9.5×  | 0,85–1,3625 V | 95 W  | 775    | 18. Januar 2010    | SLGZ6           |

#### Core 2 Extreme
| Modell                | Prozessorkern (Mikroarchitektur) | Revi- sion | Prozessor- takt | L2- Cache | FSB     | Multi | Vcore         | TDP   | Sockel | Einführungs- datum | sSpec- Nummer |
| --------------------- | -------------------------------- | ---------- | --------------- | --------- | ------- | ----- | ------------- | ----- | ------ | ------------------ | ------------- |
| Core 2 Extreme QX6700 | Kentsfield (Core)                | B3         | 2666 MHz        | 2 × 4 MB  | 266 MHz | 10×   | 0,85–1,5 V    | 130 W | 775    | 2. November 2006   | SL9UL         |
| Core 2 Extreme QX6800 | Kentsfield (Core)                | B3         | 2933 MHz        | 2 × 4 MB  | 266 MHz | 11×   | 0,85–1,5 V    | 130 W | 775    | 9. April 2007      | SL9UK         |
| Core 2 Extreme QX6800 | Kentsfield (Core)                | G0         | 2933 MHz        | 2 × 4 MB  | 266 MHz | 11×   | 0,85–1,5 V    | 130 W | 775    | 23. Juli 2007      | SLACP         |
| Core 2 Extreme QX6850 | Kentsfield (Core)                | G0         | 3000 MHz        | 2 × 4 MB  | 333 MHz | 09×   | 0,85–1,5 V    | 130 W | 775    | 23. Juli 2007      | SLAFN         |
| Core 2 Extreme QX9650 | Yorkfield-12M (Penryn)           | C0         | 3000 MHz        | 2 × 6 MB  | 333 MHz | 09×   | 0,85–1,3625 V | 130 W | 775    | 11. November 2007  | SLAN3         |
| Core 2 Extreme QX9650 | Yorkfield-12M (Penryn)           | C1         | 3000 MHz        | 2 × 6 MB  | 333 MHz | 09×   | 0,85–1,3625 V | 130 W | 775    | 7. Januar 2008     | SLAWN         |
| Core 2 Extreme QX9770 | Yorkfield-12M (Penryn)           | C1         | 3200 MHz        | 2 × 6 MB  | 400 MHz | 08×   | 0,85–1,3625 V | 136 W | 775    | 4. März 2008       | SLAWM         |
| Core 2 Extreme QX9775 | Yorkfield-12M (Penryn)           | C0         | 3200 MHz        | 2 × 6 MB  | 400 MHz | 08×   | 1,212 V       | 150 W | 771    | 4. Februar 2008    | SLANY         |

## Mobil

### Einkernprozessoren

#### Core 2 Solo
| Modell             | Prozessorkern (Mikroarchitektur) | Revi- sion | Prozessor- takt | L2- Cache | FSB     | Multi | Vcore         | TDP   | Sockel   | Einführungs- datum | sSpec- Nummer |
| ------------------ | -------------------------------- | ---------- | --------------- | --------- | ------- | ----- | ------------- | ----- | -------- | ------------------ | ------------- |
| Core 2 Solo U2100  | Merom (Core)                     | A1         | 1066 MHz        | 1 MB      | 133 MHz | 8×    | 0,860–0,975 V | 5,5 W | Sockel M | 2. September 2007  | SLAGM         |
| Core 2 Solo U2200  | Merom (Core)                     | A1         | 1200 MHz        | 1 MB      | 133 MHz | 9×    | 0,860–0,975 V | 5,5 W | Sockel M | 2. September 2007  | SLAGL         |
| Core 2 Solo SU3300 | Penryn (Penryn)                  | M0         | 1200 MHz        | 3 MB      | 200 MHz | 6×    | 1,050–1,150 V | 5,5 W | Sockel M | Mai 2008           | SLGAR         |
| Core 2 Solo SU3500 | Penryn (Penryn)                  | R0         | 1400 MHz        | 3 MB      | 200 MHz | 7×    | 1,050–1,150 V | 5,5 W | Sockel M | 2. Quartal 2009    | SLGFM         |

### Zweikernprozessoren

#### Pentium Dual-Core
| Modell                  | Prozessorkern (Mikroarchitektur) | Revi- sion | Prozessor- takt | L2- Cache | FSB     | Multi | Vcore         | TDP  | Sockel   | Einführungs- datum | sSpec- Nummer |
| ----------------------- | -------------------------------- | ---------- | --------------- | --------- | ------- | ----- | ------------- | ---- | -------- | ------------------ | ------------- |
| Pentium Dual-Core T2310 | Merom (Core)                     | M0         | 1460 MHz        | 1 MB      | 133 MHz | 11×   | 1,075–1,175 V | 35 W | Sockel P | 2007/2008          | SLAEC         |
| Pentium Dual-Core T2330 | Merom (Core)                     | M0         | 1600 MHz        | 1 MB      | 133 MHz | 12×   | 1,075–1,175 V | 35 W | Sockel P | 2007/2008          | SLA4K         |
| Pentium Dual-Core T2370 | Merom (Core)                     | M0         | 1730 MHz        | 1 MB      | 133 MHz | 13×   | 1,075–1,175 V | 35 W | Sockel P | 2007/2008          | SLA4J         |
| Pentium Dual-Core T2390 | Merom (Core)                     | M0         | 1860 MHz        | 1 MB      | 133 MHz | 14×   | 1,075–1,175 V | 35 W | Sockel P | 2007/2008          | SLA4H         |
| Pentium Dual-Core T2410 | Merom (Core)                     | M0         | 2000 MHz        | 1 MB      | 133 MHz | 15×   | 1,075–1,175 V | 35 W | Sockel P | 2007/2008          | SLA4G         |
| Pentium Dual-Core T3200 | Merom (Core)                     | M0         | 2000 MHz        | 1 MB      | 166 MHz | 12×   | 1,075–1,175 V | 35 W | Sockel P | 2007/2008          | SLAVG         |
| Pentium Dual-Core T3400 | Merom (Core)                     | M0         | 2160 MHz        | 1 MB      | 166 MHz | 13×   | 1,075–1,175 V | 35 W | Sockel P | 2007/2008          | SLB3P         |
| Pentium Dual-Core T4200 | Penryn (Penryn)                  | R0         | 2000 MHz        | 1 MB      | 200 MHz | 10×   | 1,0–1,25 V    | 35 W | Sockel P | Dezember 2008      | SLGJN         |
| Pentium Dual-Core T4300 | Penryn (Penryn)                  | R0         | 2100 MHz        | 1 MB      | 200 MHz | 10,5× | 1,0–1,25 V    | 35 W | Sockel P | September 2009     | SLGJM         |
| Pentium Dual-Core T4400 | Penryn (Penryn)                  | R0         | 2200 MHz        | 1 MB      | 200 MHz | 11×   | 1,0–1,25 V    | 35 W | Sockel P | Dezember 2009      | SLGJL         |
| Pentium Dual-Core T4500 | Penryn (Penryn)                  | R0         | 2300 MHz        | 1 MB      | 200 MHz | 11,5× | 1,0–1,25 V    | 35 W | Sockel P | Januar 2010        | SLGZC         |

#### Core 2 Duo
| Modell            | Prozessorkern (Mikroarchitektur) | Revi- sion | Prozessor- takt | L2- Cache | FSB     | Multi | Vcore         | TDP  | Sockel   | Einführungs- datum | sSpec- Nummer |
| ----------------- | -------------------------------- | ---------- | --------------- | --------- | ------- | ----- | ------------- | ---- | -------- | ------------------ | ------------- |
| Core 2 Duo L7100  | Merom (Core)                     | G0         | 1200 MHz        | 4 MB      | 200 MHz | 6×    | 0,850–1,100 V | 17 W | Sockel M | 1. Quartal 2007    | –             |
| Core 2 Duo L7200  | Merom (Core)                     | B2         | 1333 MHz        | 4 MB      | 166 MHz | 8×    | 0,975–1,062 V | 17 W | Sockel M | 1. Quartal 2007    | SL9SN         |
| Core 2 Duo L7300  | Merom (Core)                     | E1         | 1400 MHz        | 4 MB      | 200 MHz | 7×    | 0,975–1,062 V | 17 W | Sockel M | Mai 2007           | SLA3S         |
| Core 2 Duo L7400  | Merom (Core)                     | B2         | 1500 MHz        | 4 MB      | 166 MHz | 9×    | 0,975–1,062 V | 17 W | Sockel M | 1. Quartal 2007    | SL9SM         |
| Core 2 Duo L7400  | Merom (Core)                     | G0         | 1500 MHz        | 4 MB      | 166 MHz | 9×    | 0,975–1,062 V | 17 W | Sockel M | 1. Quartal 2007    | SLGFX         |
| Core 2 Duo L7500  | Merom (Core)                     | L2         | 1600 MHz        | 4 MB      | 200 MHz | 8×    | 0,975–1,062 V | 17 W | Sockel M | Mai 2007           | SLA3R         |
| Core 2 Duo P7350  | Penryn (Penryn)                  | M0         | 2000 MHz        | 3 MB      | 266 MHz | 7,5×  | 1,0–1,25 V    | 25 W | Sockel P | 2. Quartal 2008    | SLB53         |
| Core 2 Duo P7370  | Penryn (Penryn)                  | M0         | 2000 MHz        | 3 MB      | 266 MHz | 7,5×  | 1,0–1,25 V    | 25 W | Sockel P | Januar 2009        | SLG8X         |
| Core 2 Duo P7370  | Penryn (Penryn)                  | R0         | 2000 MHz        | 3 MB      | 266 MHz | 7,5×  | 1,0–1,25 V    | 25 W | Sockel P | Januar 2009        | SLGF9         |
| Core 2 Duo P7450  | Penryn (Penryn)                  | M0         | 2133 MHz        | 3 MB      | 266 MHz | 8×    | 1,0–1,25 V    | 25 W | Sockel P | Januar 2009        | SLB54         |
| Core 2 Duo P7550  | Penryn (Penryn)                  | R0         | 2266 MHz        | 3 MB      | 266 MHz | 8,5×  | 1,0–1,25 V    | 25 W | Sockel P | 3. Quartal 2009    | SLGF8         |
| Core 2 Duo P7570  | Penryn (Penryn)                  | R0         | 2266 MHz        | 3 MB      | 266 MHz | 8,5×  | 1,0–1,25 V    | 25 W | Sockel P | 3. Quartal 2009    | SLGLW         |
| Core 2 Duo P8400  | Penryn (Penryn)                  | M0         | 2266 MHz        | 3 MB      | 266 MHz | 8,5×  | 1,0–1,25 V    | 25 W | Sockel M | 13. Juni 2008      | SLB4M         |
| Core 2 Duo P8400  | Penryn (Penryn)                  | M0         | 2266 MHz        | 3 MB      | 266 MHz | 8,5×  | 1,0–1,25 V    | 25 W | Sockel P | 13. Juni 2008      | SLB3Q         |
| Core 2 Duo P8400  | Penryn (Penryn)                  | M0         | 2266 MHz        | 3 MB      | 266 MHz | 8,5×  | 1,0–1,25 V    | 25 W | Sockel P | 13. Juni 2008      | SLB3R         |
| Core 2 Duo P8600  | Penryn (Penryn)                  | M0         | 2400 MHz        | 3 MB      | 266 MHz | 9×    | 1,0–1,25 V    | 25 W | Sockel M | 13. Juni 2008      | SLB4N         |
| Core 2 Duo P8600  | Penryn (Penryn)                  | M0         | 2400 MHz        | 3 MB      | 266 MHz | 9×    | 1,0–1,25 V    | 25 W | Sockel P | 13. Juni 2008      | SLB3S         |
| Core 2 Duo P8600  | Penryn (Penryn)                  | M0         | 2400 MHz        | 3 MB      | 266 MHz | 9×    | 1,0–1,25 V    | 25 W | Sockel P | 13. Juni 2008      | SLGA4         |
| Core 2 Duo P8600  | Penryn (Penryn)                  | R0         | 2400 MHz        | 3 MB      | 266 MHz | 9×    | 1,0–1,25 V    | 25 W | Sockel P | 28. Dezember 2008  | SLGFD         |
| Core 2 Duo P8700  | Penryn (Penryn)                  | R0         | 2533 MHz        | 3 MB      | 266 MHz | 9,5×  | 1,0–1,25 V    | 25 W | Sockel P | 28. Dezember 2008  | SLGFE         |
| Core 2 Duo P8800  | Penryn (Penryn)                  | E0         | 2666 MHz        | 3 MB      | 266 MHz | 10×   | 1,0–1,25 V    | 25 W | Sockel M | 2. Quartal 2009    | SLGLA         |
| Core 2 Duo P8800  | Penryn (Penryn)                  | R0         | 2666 MHz        | 3 MB      | 266 MHz | 10×   | 1,0–1,25 V    | 25 W | Sockel P | 2. Quartal 2009    | SLGLR         |
| Core 2 Duo P9500  | Penryn (Penryn)                  | C0         | 2533 MHz        | 6 MB      | 266 MHz | 9,5×  | 1,05–1,162 V  | 25 W | Sockel P | 14. Juli 2008      | SLB4E         |
| Core 2 Duo P9500  | Penryn (Penryn)                  | E0         | 2533 MHz        | 6 MB      | 266 MHz | 9,5×  | 1,05–1,162 V  | 25 W | Sockel P | 14. Juli 2008      | SLGE8         |
| Core 2 Duo P9600  | Penryn (Penryn)                  | E0         | 2666 MHz        | 6 MB      | 266 MHz | 10×   | 1,05–1,162 V  | 25 W | Sockel P | 28. Dezember 2008  | SLGE6         |
| Core 2 Duo P9700  | Penryn (Penryn)                  | E0         | 2800 MHz        | 6 MB      | 266 MHz | 10,5× | 1,05–1,162 V  | 28 W | Sockel P | Juni 2009          | SLGQS         |
| Core 2 Duo SL9300 | Penryn (Penryn)                  | C0         | 1600 MHz        | 6 MB      | 266 MHz | 6×    | 1,05–1,15 V   | 17 W | Sockel M | September 2008     | SLB65         |
| Core 2 Duo SL9400 | Penryn (Penryn)                  | C0         | 1866 MHz        | 6 MB      | 266 MHz | 7×    | 1,05–1,15 V   | 17 W | Sockel M | September 2008     | SLB66         |
| Core 2 Duo SL9600 | Penryn (Penryn)                  | E0         | 2133 MHz        | 6 MB      | 266 MHz | 8×    | 1,05–1,15 V   | 17 W | Sockel M | 1. Quartal 2009    | SLGEQ         |
| Core 2 Duo SP9300 | Penryn (Penryn)                  | C0         | 2266 MHz        | 6 MB      | 266 MHz | 8,5×  | 1,05–1,15 V   | 25 W | Sockel M | Juli 2008          | SLB63         |
| Core 2 Duo SP9400 | Penryn (Penryn)                  | C0         | 2400 MHz        | 6 MB      | 266 MHz | 9×    | 1,05–1,15 V   | 25 W | Sockel M | Juli 2008          | SLB64         |
| Core 2 Duo SP9600 | Penryn (Penryn)                  | E0         | 2533 MHz        | 6 MB      | 266 MHz | 9,5×  | 1,05–1,15 V   | 25 W | Sockel M | 1. Quartal 2009    | SLGER         |
| Core 2 Duo SU7300 | Penryn (Penryn)                  | R0         | 1300 MHz        | 3 MB      | 200 MHz | 6,5   | 0,875–0,988 V | 10 W | Sockel P | 2009               | SLGYV SLGS6   |
| Core 2 Duo SU9300 | Penryn (Penryn)                  | M0         | 1200 MHz        | 3 MB      | 200 MHz | 6×    | 1,05–1,15 V   | 10 W | Sockel M | September 2008     | SLB5Q         |
| Core 2 Duo SU9400 | Penryn (Penryn)                  | M0         | 1400 MHz        | 3 MB      | 200 MHz | 7×    | 1,05–1,15 V   | 10 W | Sockel M | September 2008     | SLGHN         |
| Core 2 Duo SU9600 | Penryn (Penryn)                  | R0         | 1600 MHz        | 3 MB      | 200 MHz | 8×    | 1,05–1,15 V   | 10 W | Sockel M | 1. Quartal 2009    | SLGFN         |
| Core 2 Duo T5200  | Merom (Core)                     | B2         | 1600 MHz        | 2 MB      | 133 MHz | 12×   | 1,075–1,250 V | 35 W | Sockel M | Oktober 2006       | SL9VP         |
| Core 2 Duo T5250  | Merom (Core)                     | M0         | 1500 MHz        | 2 MB      | 166 MHz | 9×    | 1,075–1,175 V | 35 W | Sockel P | 2. Quartal 2007    | SLA9S         |
| Core 2 Duo T5270  | Merom (Core)                     | M0         | 1400 MHz        | 2 MB      | 200 MHz | 7×    | 1,075–1,175 V | 35 W | Sockel P | Oktober 2007       | SLALK         |
| Core 2 Duo T5300  | Merom (Core)                     | L2         | 1733 MHz        | 2 MB      | 133 MHz | 13×   | 1,075–1,175 V | 34 W | Sockel M | 1. Quartal 2007    | SL9WE         |
| Core 2 Duo T5450  | Merom (Core)                     | M0         | 1666 MHz        | 2 MB      | 166 MHz | 10×   | 1,075–1,175 V | 35 W | Sockel P | 2. Quartal 2007    | SLA4F         |
| Core 2 Duo T5470  | Merom (Core)                     | M0         | 1600 MHz        | 2 MB      | 200 MHz | 8×    | 1,075–1,175 V | 35 W | Sockel P | Juli 2007          | SLAEB         |
| Core 2 Duo T5500  | Merom (Core)                     | B2         | 1666 MHz        | 2 MB      | 166 MHz | 10×   | 1,075–1,175 V | 35 W | Sockel M | 28. August 2006    | SL9SH         |
| Core 2 Duo T5500  | Merom (Core)                     | B2         | 1666 MHz        | 2 MB      | 166 MHz | 10×   | 1,075–1,175 V | 35 W | Sockel P | 28. August 2006    | SL9SQ         |
| Core 2 Duo T5500  | Merom (Core)                     | L2         | 1666 MHz        | 2 MB      | 166 MHz | 10×   | 1,075–1,175 V | 35 W | Sockel M | 1. Quartal 2007    | SL9U4         |
| Core 2 Duo T5500  | Merom (Core)                     | L2         | 1666 MHz        | 2 MB      | 166 MHz | 10×   | 1,075–1,175 V | 35 W | Sockel P | 1. Quartal 2007    | SL9U8         |
| Core 2 Duo T5550  | Merom (Core)                     | M0         | 1833 MHz        | 2 MB      | 166 MHz | 11×   | 1,075–1,175 V | 35 W | Sockel P | Januar 2008        | SLA4E         |
| Core 2 Duo T5600  | Merom (Core)                     | B2         | 1833 MHz        | 2 MB      | 166 MHz | 11×   | 1,0375–1,3 V  | 34 W | Sockel M | 28. August 2006    | SL9SG         |
| Core 2 Duo T5600  | Merom (Core)                     | B2         | 1833 MHz        | 2 MB      | 166 MHz | 11×   | 1,0375–1,3 V  | 34 W | Sockel P | 28. August 2006    | SL9SP         |
| Core 2 Duo T5600  | Merom (Core)                     | L2         | 1833 MHz        | 2 MB      | 166 MHz | 11×   | 1,0375–1,3 V  | 34 W | Sockel M | 1. Quartal 2007    | SL9U3         |
| Core 2 Duo T5600  | Merom (Core)                     | L2         | 1833 MHz        | 2 MB      | 166 MHz | 11×   | 1,0375–1,3 V  | 34 W | Sockel P | 1. Quartal 2007    | SL9U7         |
| Core 2 Duo T5670  | Merom (Core)                     | M0         | 1800 MHz        | 2 MB      | 200 MHz | 9×    | 1,075–1,175 V | 35 W | Sockel P | 2. Quartal 2008    | SLAJ5         |
| Core 2 Duo T5750  | Merom (Core)                     | M0         | 2000 MHz        | 2 MB      | 166 MHz | 12×   | 1,075–1,175 V | 35 W | Sockel P | Januar 2008        | SLA4D         |
| Core 2 Duo T5800  | Merom (Core)                     | M0         | 2000 MHz        | 2 MB      | 200 MHz | 10×   | 1,075–1,175 V | 35 W | Sockel P | März 2008          | SLB6E         |
| Core 2 Duo T5850  | Merom (Core)                     | M0         | 2133 MHz        | 2 MB      | 166 MHz | 13×   | 1,075–1,175 V | 35 W | Sockel P | März 2008          | SLA4C         |
| Core 2 Duo T5870  | Merom (Core)                     | M0         | 2000 MHz        | 2 MB      | 200 MHz | 10×   | 1,075–1,175 V | 35 W | Sockel P | 2. Quartal 2008    | SLAZR         |
| Core 2 Duo T5900  | Merom (Core)                     | M0         | 2200 MHz        | 2 MB      | 200 MHz | 11×   | 1,075–1,175 V | 35 W | Sockel P | 2. Quartal 2008    | SLB6D         |
| Core 2 Duo T6400  | Penryn (Penryn)                  | R0         | 2000 MHz        | 2 MB      | 200 MHz | 10×   | 1,0–1,25 V    | 35 W | Sockel P | 6. Januar 2009     | SLGJ4         |
| Core 2 Duo T6500  | Penryn (Penryn)                  | R0         | 2100 MHz        | 2 MB      | 200 MHz | 10,5× | 1,0–1,25 V    | 35 W | Sockel P | 6. Januar 2009     | SLGF4         |
| Core 2 Duo T6570  | Penryn (Penryn)                  | R0         | 2100 MHz        | 2 MB      | 200 MHz | 10,5× | 1,0–1,25 V    | 35 W | Sockel P | 3. Quartal 2009    | SLGLL         |
| Core 2 Duo T6600  | Penryn (Penryn)                  | R0         | 2200 MHz        | 2 MB      | 200 MHz | 11×   | 1,0–1,25 V    | 35 W | Sockel P | 6. Januar 2009     | SLGF5         |
| Core 2 Duo T6670  | Penryn (Penryn)                  | R0         | 2200 MHz        | 2 MB      | 200 MHz | 11×   | 1,0–1,25 V    | 35 W | Sockel P | 3. Quartal 2009    | SLGLK SLGLJ   |
| Core 2 Duo T7100  | Merom (Core)                     | M0         | 1800 MHz        | 2 MB      | 200 MHz | 9×    | 1,075–1,175 V | 35 W | Sockel M | 9. Mai 2007        | SLA3U         |
| Core 2 Duo T7100  | Merom (Core)                     | M0         | 1800 MHz        | 2 MB      | 200 MHz | 9×    | 1,075–1,175 V | 35 W | Sockel P | 9. Mai 2007        | SLA4A         |
| Core 2 Duo T7200  | Merom (Core)                     | B2         | 2000 MHz        | 4 MB      | 166 MHz | 12×   | 1,0375–1,3 V  | 34 W | Sockel M | 28. August 2006    | SL9SF         |
| Core 2 Duo T7200  | Merom (Core)                     | B2         | 2000 MHz        | 4 MB      | 166 MHz | 12×   | 1,0375–1,3 V  | 34 W | Sockel P | 28. August 2006    | SL9SL         |
| Core 2 Duo T7250  | Merom (Core)                     | M0         | 2000 MHz        | 2 MB      | 200 MHz | 10×   | 1,075–1,175 V | 35 W | Sockel M | 2. September 2007  | SLA3T         |
| Core 2 Duo T7250  | Merom (Core)                     | M0         | 2000 MHz        | 2 MB      | 200 MHz | 10×   | 1,075–1,175 V | 35 W | Sockel P | 2. September 2007  | SLA49         |
| Core 2 Duo T7300  | Merom (Core)                     | E1         | 2000 MHz        | 4 MB      | 200 MHz | 10×   | 1,0375–1,3 V  | 35 W | Sockel M | 9. Mai 2007        | SLA3P         |
| Core 2 Duo T7300  | Merom (Core)                     | E1         | 2000 MHz        | 4 MB      | 200 MHz | 10×   | 1,0375–1,3 V  | 35 W | Sockel P | 9. Mai 2007        | SLA45         |
| Core 2 Duo T7400  | Merom (Core)                     | B2         | 2166 MHz        | 4 MB      | 166 MHz | 13×   | 1,0375–1,3 V  | 34 W | Sockel M | 28. August 2006    | SL9SE         |
| Core 2 Duo T7400  | Merom (Core)                     | B2         | 2166 MHz        | 4 MB      | 166 MHz | 13×   | 1,0375–1,3 V  | 34 W | Sockel P | 28. August 2006    | SL9SK         |
| Core 2 Duo T7400  | Merom (Core)                     | G2         | 2166 MHz        | 4 MB      | 166 MHz | 13×   | 1,0375–1,3 V  | 34 W | Sockel M | 28. August 2006    | SLGFJ         |
| Core 2 Duo T7400  | Merom (Core)                     | G2         | 2166 MHz        | 4 MB      | 166 MHz | 13×   | 1,0375–1,3 V  | 34 W | Sockel P | 28. August 2006    | SLGFV         |
| Core 2 Duo T7500  | Merom (Core)                     | E1         | 2200 MHz        | 4 MB      | 200 MHz | 11×   | 1,0375–1,3 V  | 35 W | Sockel M | 9. Mai 2007        | SLA3N         |
| Core 2 Duo T7500  | Merom (Core)                     | E1         | 2200 MHz        | 4 MB      | 200 MHz | 11×   | 1,0375–1,3 V  | 35 W | Sockel P | 9. Mai 2007        | SLA44         |
| Core 2 Duo T7500  | Merom (Core)                     | G0         | 2200 MHz        | 4 MB      | 200 MHz | 11×   | 1,0375–1,3 V  | 35 W | Sockel M | 2. September 2007  | SLADM         |
| Core 2 Duo T7500  | Merom (Core)                     | G0         | 2200 MHz        | 4 MB      | 200 MHz | 11×   | 1,0375–1,3 V  | 35 W | Sockel P | 2. September 2007  | SLAF8         |
| Core 2 Duo T7600  | Merom (Core)                     | B2         | 2333 MHz        | 4 MB      | 166 MHz | 14×   | 1,0375–1,3 V  | 34 W | Sockel M | 28. August 2006    | SL9SD         |
| Core 2 Duo T7600  | Merom (Core)                     | B2         | 2333 MHz        | 4 MB      | 166 MHz | 14×   | 1,0375–1,3 V  | 34 W | Sockel P | 28. August 2006    | SL9SJ         |
| Core 2 Duo T7700  | Merom (Core)                     | E1         | 2400 MHz        | 4 MB      | 200 MHz | 12×   | 1,0375–1,3 V  | 35 W | Sockel M | 9. Mai 2007        | SLA3M         |
| Core 2 Duo T7700  | Merom (Core)                     | E1         | 2400 MHz        | 4 MB      | 200 MHz | 12×   | 1,0375–1,3 V  | 35 W | Sockel P | 9. Mai 2007        | SLA43         |
| Core 2 Duo T7700  | Merom (Core)                     | G0         | 2400 MHz        | 4 MB      | 200 MHz | 12×   | 1,0375–1,3 V  | 35 W | Sockel M | 2. September 2007  | SLADL         |
| Core 2 Duo T7700  | Merom (Core)                     | G0         | 2400 MHz        | 4 MB      | 200 MHz | 12×   | 1,0375–1,3 V  | 35 W | Sockel P | 2. September 2007  | SLAF7         |
| Core 2 Duo T7800  | Merom (Core)                     | G0         | 2600 MHz        | 4 MB      | 200 MHz | 13×   | 1,0375–1,3 V  | 35 W | Sockel M | 2. September 2007  | SLA75         |
| Core 2 Duo T7800  | Merom (Core)                     | G0         | 2600 MHz        | 4 MB      | 200 MHz | 13×   | 1,0375–1,3 V  | 35 W | Sockel P | 2. September 2007  | SLAF6         |
| Core 2 Duo T8100  | Penryn (Penryn)                  | M0         | 2100 MHz        | 3 MB      | 200 MHz | 10,5× | 1,0–1,25 V    | 35 W | Sockel P | 6. Januar 2008     | SLAYP         |
| Core 2 Duo T8100  | Penryn (Penryn)                  | M0         | 2100 MHz        | 3 MB      | 200 MHz | 10,5× | 1,0–1,25 V    | 35 W | Sockel P | 6. Januar 2008     | SLAZD         |
| Core 2 Duo T8100  | Penryn (Penryn)                  | M0         | 2100 MHz        | 3 MB      | 200 MHz | 10,5× | 1,05–1,137V   | 35 W | Sockel P | 6. Januar 2008     | SLAYZ         |
| Core 2 Duo T8100  | Penryn (Penryn)                  | M0         | 2100 MHz        | 3 MB      | 200 MHz | 10,5× | 1,0–1,25 V    | 35 W | Sockel P | 6. Januar 2008     | SLAXG         |
| Core 2 Duo T8100  | Penryn (Penryn)                  | M0         | 2100 MHz        | 3 MB      | 200 MHz | 10,5× | 1,0–1,25 V    | 35 W | Sockel M | 6. Januar 2008     | SLAPS         |
| Core 2 Duo T8100  | Penryn (Penryn)                  | M0         | 2100 MHz        | 3 MB      | 200 MHz | 10,5× | 1,0–1,25 V    | 35 W | Sockel M | 6. Januar 2008     | SLAPT         |
| Core 2 Duo T8100  | Penryn (Penryn)                  | M0         | 2100 MHz        | 3 MB      | 200 MHz | 10,5× | 1,0–1,25 V    | 35 W | Sockel P | 6. Januar 2008     | SLAP9         |
| Core 2 Duo T8100  | Penryn (Penryn)                  | M0         | 2100 MHz        | 3 MB      | 200 MHz | 10,5× | 1,0–1,25 V    | 35 W | Sockel P | 6. Januar 2008     | SLAVJ         |
| Core 2 Duo T8100  | Penryn (Penryn)                  | C0         | 2100 MHz        | 3 MB      | 200 MHz | 10,5× | 1,05–1,237V   | 35 W | Sockel P | 6. Januar 2008     | SLAUU         |
| Core 2 Duo T8300  | Penryn (Penryn)                  | M0         | 2400 MHz        | 3 MB      | 200 MHz | 12×   | 1,0–1,25 V    | 35 W | Sockel M | 6. Januar 2008     | SLAPR         |
| Core 2 Duo T8300  | Penryn (Penryn)                  | M0         | 2400 MHz        | 3 MB      | 200 MHz | 12×   | 1,0–1,25 V    | 35 W | Sockel P | 6. Januar 2008     | SLAPA         |
| Core 2 Duo T8300  | Penryn (Penryn)                  | C0         | 2400 MHz        | 3 MB      | 200 MHz | 12×   | 1,0–1,25 V    | 35 W | Sockel M | 6. Januar 2008     | SLAPU         |
| Core 2 Duo T8300  | Penryn (Penryn)                  | M0         | 2400 MHz        | 3 MB      | 200 MHz | 12×   | 1,0–1,25 V    | 35 W | Sockel P | 6. Januar 2008     | SLAZC         |
| Core 2 Duo T8300  | Penryn (Penryn)                  | M0         | 2400 MHz        | 3 MB      | 200 MHz | 12×   | 1,0–1,25 V    | 35 W | Sockel P | 6. Januar 2008     | SLAYQ         |
| Core 2 Duo T9300  | Penryn (Penryn)                  | C0         | 2500 MHz        | 6 MB      | 200 MHz | 12,5× | 1,062–1,15 V  | 35 W | Sockel P | 6. Januar 2008     | SLAQG         |
| Core 2 Duo T9300  | Penryn (Penryn)                  | C0         | 2500 MHz        | 6 MB      | 200 MHz | 12,5× | 1,0–1,25 V    | 35 W | Sockel M | 6. Januar 2008     | SLAPV         |
| Core 2 Duo T9300  | Penryn (Penryn)                  | C0         | 2500 MHz        | 6 MB      | 200 MHz | 12,5× | 1,0–1,25 V    | 35 W | Sockel P | 6. Januar 2008     | SLAZB         |
| Core 2 Duo T9300  | Penryn (Penryn)                  | C0         | 2500 MHz        | 6 MB      | 200 MHz | 12,5× | 1,05–1,137 V  | 35 W | Sockel P | 6. Januar 2008     | SLAYY         |
| Core 2 Duo T9400  | Penryn (Penryn)                  | C0         | 2533 MHz        | 6 MB      | 266 MHz | 9,5×  | 1,05–1,162 V  | 35 W | Sockel M | 14. Juli 2008      | SL3BX         |
| Core 2 Duo T9400  | Penryn (Penryn)                  | C0         | 2533 MHz        | 6 MB      | 266 MHz | 9,5×  | 1,05–1,162 V  | 35 W | Sockel P | 14. Juli 2008      | SLB46         |
| Core 2 Duo T9400  | Penryn (Penryn)                  | E0         | 2533 MHz        | 6 MB      | 266 MHz | 9,5×  | 1,05–1,212 V  | 35 W | Sockel M | 14. Juli 2008      | SLGE5         |
| Core 2 Duo T9400  | Penryn (Penryn)                  | E0         | 2533 MHz        | 6 MB      | 266 MHz | 9,5×  | 1,05–1,212 V  | 35 W | Sockel P | 14. Juli 2008      | SLGEK         |
| Core 2 Duo T9500  | Penryn (Penryn)                  | C0         | 2600 MHz        | 6 MB      | 200 MHz | 13×   | 1,062–1,15 V  | 35 W | Sockel P | 6. Januar 2008     | SLAQH         |
| Core 2 Duo T9500  | Penryn (Penryn)                  | C0         | 2600 MHz        | 6 MB      | 200 MHz | 13×   | 1,0–1,25 V    | 35 W | Sockel M | 6. Januar 2008     | SLAPW         |
| Core 2 Duo T9500  | Penryn (Penryn)                  | C0         | 2600 MHz        | 6 MB      | 200 MHz | 13×   | 1,0–1,25 V    | 35 W | Sockel P | 6. Januar 2008     | SLAZA         |
| Core 2 Duo T9500  | Penryn (Penryn)                  | C0         | 2600 MHz        | 6 MB      | 200 MHz | 13×   | 1,05–1,137 V  | 35 W | Sockel P | 6. Januar 2008     | SLAYX         |
| Core 2 Duo T9550  | Penryn (Penryn)                  | C0         | 2666 MHz        | 6 MB      | 266 MHz | 10×   | 1,05–1,212 V  | 35 W | Sockel P | 28. Dezember 2008  | SLGE4         |
| Core 2 Duo T9600  | Penryn (Penryn)                  | C0         | 2800 MHz        | 6 MB      | 266 MHz | 10,5× | 1,05–1,162 V  | 35 W | Sockel P | 14. Juli 2008      | SLB47         |
| Core 2 Duo T9600  | Penryn (Penryn)                  | C0         | 2800 MHz        | 6 MB      | 266 MHz | 10,5× | 1,05–1,162 V  | 35 W | Sockel M | 14. Juli 2008      | SLB43         |
| Core 2 Duo T9600  | Penryn (Penryn)                  | E0         | 2800 MHz        | 6 MB      | 266 MHz | 10,5× | 1,05–1,212 V  | 35 W | Sockel P | 14. Juli 2008      | SLGEM         |
| Core 2 Duo T9600  | Penryn (Penryn)                  | E0         | 2800 MHz        | 6 MB      | 266 MHz | 10,5× | 1,05–1,212 V  | 35 W | Sockel P | 14. Juli 2008      | SLG9F         |
| Core 2 Duo T9800  | Penryn (Penryn)                  | E0         | 2933 MHz        | 6 MB      | 266 MHz | 11×   | 1,05–1,212 V  | 35 W | Sockel P | 28. Dezember 2008  | SLGES         |
| Core 2 Duo T9900  | Penryn (Penryn)                  | E0         | 3066 MHz        | 6 MB      | 266 MHz | 11,5× | 1,05–1,212 V  | 35 W | Sockel M | 28. April 2009     | SLGKH         |
| Core 2 Duo T9900  | Penryn (Penryn)                  | E0         | 3066 MHz        | 6 MB      | 266 MHz | 11,5× | 1,05–1,212 V  | 35 W | Sockel P | 28. April 2009     | SLGEE         |
| Core 2 Duo U7500  | Merom (Core)                     | L2         | 1066 MHz        | 2 MB      | 133 MHz | 8×    | 0,80–0,975 V  | 10 W | Sockel M | 3. Quartal 2006    | SLA2V         |
| Core 2 Duo U7500  | Merom (Core)                     | M0         | 1066 MHz        | 2 MB      | 133 MHz | 8×    | 0,80–0,975 V  | 10 W | Sockel P | 3. Quartal 2006    | SLV3X         |
| Core 2 Duo U7600  | Merom (Core)                     | L2         | 1200 MHz        | 2 MB      | 133 MHz | 9×    | 0,80–0,975 V  | 10 W | Sockel M | 5. April 2007      | SLA2U         |
| Core 2 Duo U7600  | Merom (Core)                     | M0         | 1200 MHz        | 2 MB      | 133 MHz | 9×    | 0,80–0,975 V  | 10 W | Sockel P | 5. April 2007      | SLV3W         |

CPU-World benennt andere Sockel bei den sSpec-Kennziffern, die mit Sockel M verbunden sind. Auf der englischen Wikipediaseite für Sockel M ist zu lesen „Although conflicting information has been published, no 45 nm Penryn processors have been released for Socket M.“

#### Core 2 Extreme
| Modell               | Prozessorkern (Mikroarchitektur) | Revi- sion | Prozessor- takt | L2- Cache | FSB     | Multi | Vcore         | TDP  | Sockel   | Einführungs- datum | sSpec- Nummer |
| -------------------- | -------------------------------- | ---------- | --------------- | --------- | ------- | ----- | ------------- | ---- | -------- | ------------------ | ------------- |
| Core 2 Extreme X7800 | Merom-XE (Core)                  | E1         | 2600 MHz        | 4 MB      | 200 MHz | 13×   | 1,125–1,325 V | 44 W | Sockel P | 16. Juli 2007      | SLA6Z         |
| Core 2 Extreme X7900 | Merom-XE (Core)                  | E1         | 2800 MHz        | 4 MB      | 200 MHz | 14×   | 1,125–1,325 V | 44 W | Sockel P | 22. August 2007    | SLA33         |
| Core 2 Extreme X7900 | Merom-XE (Core)                  | G0         | 2800 MHz        | 4 MB      | 200 MHz | 14×   | 1,125–1,325 V | 44 W | Sockel P | 22. August 2007    | SLAF4         |
| Core 2 Extreme X9000 | Penryn-XE (Penryn)               | C0         | 2800 MHz        | 6 MB      | 200 MHz | 14×   | 1,062–1,150 V | 44 W | Sockel P | 7. Januar 2008     | SLAZ3 SLAQJ   |
| Core 2 Extreme X9100 | Penryn-XE (Penryn)               | C0         | 3066 MHz        | 6 MB      | 266 MHz | 11,5× | 1,050–1,162 V | 45 W | Sockel P | 15. Juli 2008      | SLB48         |

### Vierkernprozessoren

#### Core 2 Quad
| Modell            | Prozessorkern (Mikroarchitektur) | Revi- sion | Prozessor- takt | L2- Cache | FSB     | Multi | Vcore         | TDP  | Sockel   | Einführungs- datum | sSpec- Nummer |
| ----------------- | -------------------------------- | ---------- | --------------- | --------- | ------- | ----- | ------------- | ---- | -------- | ------------------ | ------------- |
| Core 2 Quad Q9000 | Penryn-QC (Penryn)               | E0         | 2000 MHz        | 2 × 3 MB  | 266 MHz | 7,5×  | 1,050–1,175 V | 45 W | Sockel P | 28. Dezember 2008  | SLGEJ         |
| Core 2 Quad Q9100 | Penryn-QC (Penryn)               | E0         | 2266 MHz        | 2 × 6 MB  | 266 MHz | 8,5×  | 1,050–1,175 V | 45 W | Sockel P | 19. August 2008    | SLB5G         |

#### Core 2 Quad Extreme
| Modell                | Prozessorkern (Mikroarchitektur) | Revi- sion | Prozessor- takt | L2- Cache | FSB     | Multi | Vcore         | TDP  | Sockel   | Einführungs- datum | sSpec- Nummer |
| --------------------- | -------------------------------- | ---------- | --------------- | --------- | ------- | ----- | ------------- | ---- | -------- | ------------------ | ------------- |
| Core 2 Extreme QX9200 | Penryn-QC (Penryn)               | E0         | 2400 MHz        | 2 × 6 MB  | 266 MHz | 9×    | 1,050–1,175 V | 45 W | Sockel P | Nie Veröffentlicht | QGMZ          |
| Core 2 Extreme QX9300 | Penryn-QC (Penryn)               | E0         | 2533 MHz        | 2 × 6 MB  | 266 MHz | 9,5×  | 1,050–1,175 V | 45 W | Sockel P | 19. August 2008    | SLB5J         |

## Intel Core Ultra

### 1. Generation (Meteor Lake)
Die Generation mit der Meteor Lake-Architektur setzt sich aus 3 Kernklassen zusammen (Performance-, Efficiency- und Low Power Efficiency-Kerne), wobei nur die Performance-Kerne eine doppelte Threadzahl haben. Die GPU ist entweder die Intel Graphics oder die Intel Arc Graphics. Die NPU ist die Intel AI Boost und kommt mit diversen KI-Frameworks.
| Marke + Leistungsklasse | Namenszusatz | Sockel   | Kerne (P/E/LPE) | Takt (Turbo)      | L3-Cache | Leistungsaufnahme | RAM                                   | iGPU (Xe-Kerne)        | Release | sSPEC    |
| ----------------------- | ------------ | -------- | --------------- | ----------------- | -------- | ----------------- | ------------------------------------- | ---------------------- | ------- | -------- |
| Core Ultra 3            | 105UL        | 1851     | 8 (2/4/2)       | 1,5 GHz (4,2 GHz) | 10 MB    | 15 W (57 W)       | DDR5-5600 (Dual-Channel)              | Intel Graphics (3)     | Q2 2024 | Beispiel |
| Core Ultra 5            | 115U         | BGA-2049 | 8 (2/4/2)       | 1,5 GHz (4,2 GHz) | 10       | 15 W (57 W)       | DDR5-5600 (Dual-Channel)/LPDDR5X-7467 | Intel Graphics (3)     | Q4 2023 |          |
| Core Ultra 5            | 125H         | BGA-2049 | 14 (4/8/2)      | 1,2 GHz (4,5 GHz) | 18       | 28 W (115 W)      | DDR5-5600 (Dual-Channel)/LPDDR5X-7467 | Intel Arc Graphics (7) | Q4 2023 |          |
| Core Ultra 5            | 125HL        | BGA-2049 | 14 (4/8/2)      | 1,2 GHz (4,5 GHz) | 18       | 45 W (115 W)      | DDR5-5600 (Dual-Channel)              | Intel Arc Graphics (7) | Q2 2024 |          |
| Core Ultra 5            | 125U         | BGA-2049 | 12 (2/8/2)      | 1,3 GHz (4,3 GHz) | 12       | 15 W (57 W)       | DDR5-5600 (Dual-Channel)/LPDDR5X-7467 | Intel Graphics (4)     | Q4 2023 |          |
| Core Ultra 5            | 125UL        | 1851     | 12 (2/8/2)      | 1,3 GHz (4,3 GHz) | 12       | 15 W (57 W)       | DDR5-5600 (Dual-Channel)              | Intel Graphics (4)     | Q2 2024 |          |
| Core Ultra 5            | 134U         | BGA-2551 | 12 (2/8/2)      | 0,7 GHz (4,4 GHz) | 12       | 9 W (30 W)        | LPDDR5X-6400 (Dual-Channel)           | Intel Graphics (4)     | Q4 2023 |          |
| Core Ultra 5            | 135H         | BGA-2049 | 14 (4/8/2)      | 1,7 GHz (4,6 GHz) | 18       | 28 W (115 W)      | DDR5-5600 (Dual-Channel)/LPDDR5X-7467 | Intel Arc Graphics (8) | Q4 2023 |          |
| Core Ultra 5            | 135HL        | BGA-2049 | 12 (2/8/2)      | 1,6 GHz (4,4 GHz) | 12       | 15 W (57 W)       | DDR5-5600 (Dual-Channel)/LPDDR5X-7467 | Intel Graphics (4)     | Q4 2023 |          |
| Core Ultra 5            | 135UL        | 1851     | 12 (2/8/2)      | 1,6 GHz (4,4 GHz) | 12       | 15 W (57 W)       | DDR5-5600 (Dual-Channel)              | Intel Graphics (4)     | Q2 2024 |          |
| Core Ultra 7            | 155H         | BGA-2049 | 16 (6/8/2)      | 1,4 GHz (4,8 GHz) | 24       | 28 W (115 W)      | DDR5-5600 (Dual-Channel)/LPDDR5X-7467 | Intel Arc Graphics (8) | Q4 2023 |          |
| Core Ultra 7            | 155HL        | 1851     | 16 (6/8/2)      | 1,4 GHz (4,8 GHz) | 24       | 45 W (115 W)      | DDR5-5600 (Dual-Channel)              | Intel Arc Graphics (8) | Q2 2024 |          |
| Core Ultra 7            | 155U         | BGA-2049 | 12 (2/8/2)      | 1,7 GHz (4,8 GHz) | 12       | 15 W (57 W)       | DDR5-5600 (Dual-Channel)/LPDDR5X-7467 | Intel Graphics (4)     | Q4 2023 |          |
| Core Ultra 7            | 155UL        | 1851     | 12 (2/8/2)      | 1,7 GHz (4,8 GHz) | 12       | 15 W (57 W)       | DDR5-5600 (Dual-Channel)              | Intel Graphics (4)     | Q2 2024 |          |
| Core Ultra 7            | 164U         | BGA-2551 | 12 (2/8/2)      | 1,1 GHz (4,8 GHz) | 12       | 9 W (30 W)        | LPDDR5X-6400 (Dual-Channel)           | Intel Graphics (4)     | Q4 2023 |          |
| Core Ultra 7            | 165H         | BGA-2049 | 16 (6/8/2)      | 1,4 GHz (5 GHz)   | 24       | 28 W (115 W)      | DDR5-5600 (Dual-Channel)/LPDDR5X-7467 | Intel Arc Graphics (8) | Q4 2023 |          |
| Core Ultra 7            | 165HL        | 1851     | 16 (6/8/2)      | 1,4 GHz (5 GHz)   | 24       | 45 W (115 W)      | DDR5-5600 (Dual-Channel)              | Intel Arc Graphics (8) | Q2 2024 |          |
| Core Ultra 7            | 165U         | BGA-2049 | 12 (2/8/2)      | 1,7 GHz (4,9 GHz) | 12       | 15 W (57 W)       | DDR5-5600 (Dual-Channel)/LPDDR5X-7467 | Intel Graphics (4)     | Q4 2023 |          |
| Core Ultra 7            | 165UL        | 1851     | 12 (2/8/2)      | 1,7 GHz (4,9 GHz) | 12       | 15 W (57 W)       | DDR5-5600 (Dual-Channel)              | Intel Graphics (4)     | Q2 2024 |          |
| Core Ultra 9            | 185H         | BGA-2049 | 16 (6/8/2)      | 2,3 GHz (5,1 GHz) | 24       | 45 W (115 W)      | DDR5-5600 (Dual-Channel)/LPDDR5X-7467 | Intel Arc Graphics (8) | Q4 2023 |          |

### 2. Generation (Lunar Lake)
| Marke + Leistungsklasse | Namenszusatz | Sockel   | Kerne (P/LPE) / Threads | Takt (Turbo)      | L3-Cache | Leistungsaufnahme | RAM                         | iGPU (Xe-Kerne)             | Release | sSPEC |
| ----------------------- | ------------ | -------- | ----------------------- | ----------------- | -------- | ----------------- | --------------------------- | --------------------------- | ------- | ----- |
| Core Ultra 5            | 226V         | BGA-2833 | 8 (4/4) / 8             | 2,1 GHz (4,5 GHz) | 8 MB     | 17 W (37 W)       | LPDDR5X-8533 (Dual-Channel) | Intel Arc Graphics 130V (7) | Q3 2024 |       |
| Core Ultra 5            | 228V         | BGA-2833 | 8 (4/4) / 8             | 2,1 GHz (4,5 GHz) | 8 MB     | 17 W (37 W)       | LPDDR5X-8533 (Dual-Channel) | Intel Arc Graphics 130V (7) | Q3 2024 |       |
| Core Ultra 5            | 236V         | BGA-2833 | 8 (4/4) / 8             | 2,1 GHz (4,7 GHz) | 8 MB     | 17 W (37 W)       | LPDDR5X-8533 (Dual-Channel) | Intel Arc Graphics 130V (7) | Q3 2024 |       |
| Core Ultra 5            | 238V         | BGA-2833 | 8 (4/4) / 8             | 2,1 GHz (4,7 GHz) | 8 MB     | 17 W (37 W)       | LPDDR5X-8533 (Dual-Channel) | Intel Arc Graphics 130V (7) | Q3 2024 |       |
| Core Ultra 7            | 256V         | BGA-2833 | 8 (4/4) / 8             | 2,2 GHz (4,8 GHz) | 12 MB    | 17 W (37 W)       | LPDDR5X-8533 (Dual-Channel) | Intel Arc Graphics 140V (8) | Q3 2024 |       |
| Core Ultra 7            | 258V         | BGA-2833 | 8 (4/4) / 8             | 2,2 GHz (4,8 GHz) | 12 MB    | 17 W (37 W)       | LPDDR5X-8533 (Dual-Channel) | Intel Arc Graphics 140V (8) | Q3 2024 |       |
| Core Ultra 7            | 266V         | BGA-2833 | 8 (4/4) / 8             | 2,2 GHz (5 GHz)   | 12 MB    | 17 W (37 W)       | LPDDR5X-8533 (Dual-Channel) | Intel Arc Graphics 140V (8) | Q3 2024 |       |
| Core Ultra 7            | 268V         | BGA-2833 | 8 (4/4) / 8             | 2,2 GHz (5 GHz)   | 12 MB    | 17 W (37 W)       | LPDDR5X-8533 (Dual-Channel) | Intel Arc Graphics 140V (8) | Q3 2024 |       |
| Core Ultra 9            | 288V         | BGA-2833 | 8 (4/4) / 8             | 3,3 GHz (5,1 GHz) | 12 MB    | 30 W (37 W)       | LPDDR5X-8533 (Dual-Channel) | Intel Arc Graphics 140V (8) | Q3 2024 |       |